# دانشگاه آزاد اسلامی واحد گناباد
دانشگاه آزاد اسلامی واحد گناباد در سال ۱۳۶۴ تأسیس شد و تاکنون بیش از ۹٬۰۰۰ نفر دانش‌آموخته داشته است.
در تابستان ۱۳۸۹ ۳٬۵۰۰ دانشجو در این واحد دانشگاهی مشغول به تحصیل بوده‌اند. ریاست کنونی دانشگاه را  مجتبی حسن‌زاده بر عهده دارد. این دانشگاه به ۳۲ آزمایشگاه و ۱۸ کارگاه مستقل در گروه‌های علوم پزشکی، علوم پایه، فنی و مهندسی و کشاورزی، و نیز کتابخانه‌ای با۴۲٬۰۰۰ جلد کتاب در قالب ۲۰٬۱۹۰ عنوان مجهز است و شش انجمن علمی برق، حسابداری، مددکاری اجتماعی، پرستاری، رباتیک و کشاورزی در آن فعال هستند.
ریاست پیشین این دانشگاه به عهدهٔ  محمدحسن هجرتی بود که بعدها به ریاست دانشگاه آزاد اسلامی واحد کابل منسوب گشت.
این دانشگاه داعیه‌دار کاملترین مجموعه مهندسی برق در شرق کشور است.

## رشته‌های دانشگاه
تعداد رشته‌های تحصیلی این دانشگاه ۶۰ رشته-مقطع است که از این تعداد یک رشته دکترای برق در گرایش کنترل، ۹ رشته در مقطع کارشناسی ارشد، ۳۸ رشته در مقطع کارشناسی (پیوسته و ناپیوسته)، ۱۴ رشته در مقطع کاردانی (پیوسته و ناپیوسته) و ۸ رشته نیز در آموزشکده فنی‌حرفه‌ای سما دایر هستند.
| ردیف | دپارتمان                             | مقطع                  | نام رشته                                   |
| ۱    | دپارتمان تحصیلات تکمیلی              | کارشناسی ارشد و دکترا | ۱-دکترای مهندسی برق-کنترل                  |
|      |                                      |                       | ۲-مهندسی برق قدرت - الکترونیک قدرت         |
|      |                                      |                       | ۳-مهندسی برق قدرت-تکنولوژی فشار قوی        |
|      |                                      |                       | ۴-مهندسی برق قدرت-سیستم‌های قدرت            |
|      |                                      |                       | ۵-مهندسی برق قدرت-ماشینهای الکتریکی        |
|      |                                      |                       | ۶-مهندسی برق مخابرات                       |
|      |                                      |                       | ۷-مهندسی برق-کنترل                         |
|      |                                      |                       | ۸-مهندسی کشاورزی-زراعت و اصلاح نباتات      |
|      |                                      |                       | ۹ -مهندسی کشاورزی -اگرو اکولوژی            |
| ۲    | دپارتمان مهندسی قدرت                 | کارشناسی              | ۱- مهندسی برق - قدرت                       |
|      |                                      |                       | ۲-علوم مهندسی-ریاضی مهندسی                 |
|      |                                      | کارشناسی ناپیوسته     | ۱- مهندسی تکنولوژی برق-شبکه انتقال         |
|      |                                      | کاردانی               | ۱- برق صنعتی                               |
|      |                                      |                       | ۲- علمی کاربردی برق -قدرت                  |
| ۳    | دپارتمان مهندسی الکترونیک و کامپیوتر | کارشناسی              | ۱- مهندسی برق-الکترونیک                    |
|      |                                      |                       | ۲-مهندسی برق-سیستمهای دیجیتال              |
|      |                                      |                       | ۳-مهندسی فناوری اطلاعات (آی‌تی)             |
|      |                                      | کارشناسی ناپیوسته     | ۱-مهندسی برق تکنولوژی الکترونیک            |
|      |                                      | کاردانی               | ۱-برق-الکترونیک                            |
|      |                                      |                       | ۲-برق-الکترونیک عمومی                      |
| ۴    | دپارتمان مهندسی مخابرات              | کارشناسی              | ۱-مهندسی برق -مخابرات                      |
|      |                                      | کارشناسی ناپیوسته     | ۱-مهندسی تکنولوژی مخابرات-سوئیچ            |
|      |                                      |                       | ۲-فن آوری اطلاعات آی‌سی‌تی-انتقال            |
|      |                                      | کاردانی               | ۱-برق – مخابرات                            |
| ۵    | دپارتمان مهندسی کنترل                | کارشناسی              | ۱-مهندسی برق-کنترل                         |
|      |                                      | کارشناسی ناپیوسته     | ۱-مهندسی کنترل -ساخت وتولید                |
|      |                                      |                       | ۲-مهندسی کنترل-ابزار دقیق                  |
|      |                                      |                       | ۳-مهندسی کنترل-فرایند                      |
| ۶    | دپارتمان علوم پایه                   | کارشناسی              | ۱-آمار و کاربردها                          |
|      |                                      |                       | ۲-آمار و سنجش                              |
|      |                                      | کارشناسی ناپیوسته     | ۱-آمار                                     |
| ۷    | دپارتمان کشاورزی و دامپزشکی          | کارشناسی              | ۱-مهندسی کشاورزی – زراعت                   |
|      |                                      | کارشناسی ناپیوسته     | ۱-مهندسی تولیدات گیاهی                     |
|      |                                      |                       | ۲-مهندسی گیاهان داروئی                     |
|      |                                      |                       | ۳- مهندسی تولیدات دامی                     |
|      |                                      | کاردانی               | ۱-دامپزشکی                                 |
|      |                                      |                       | ۲-امور دامی                                |
| ۸    | دپارتمان عمران، مکانیک و تأسیسات     | کارشناسی              | ۱-مهندسی تکنولوژی مکانیک -نیروگاه          |
|      |                                      | کارشناسی ناپیوسته     | ۱-مهندسی تکنولوژی ساختمان                  |
|      |                                      |                       | ۲-مهندسی تکنولوژی ساخت و تولید-ماشین ابزار |
|      |                                      |                       | ۳-مهندسی تکنولوژی تأسیسات                  |
|      |                                      |                       | ۴-مهندسی تکنولوژی راهسازی                  |
|      |                                      |                       | ۵-مهندسی تکنولوژی بهره‌برداری نیروگاه       |
|      |                                      |                       | ۶-مهندسی تکنولوژی مکانیک خودرو             |
|      |                                      | کاردانی               | ۱-ساختمان                                  |
|      |                                      |                       | ۲-عمران -کارهای عمومی ساختمان              |
|      |                                      |                       | ۳-تأسیسات -تهویه مطبوع                     |
|      |                                      |                       | ۴-ساخت و تولید                             |
|      |                                      |                       | ۵-نقشه‌کشی معماری                           |
| ۹    | دپارتمان علوم انسانی                 | کارشناسی              | ۱-حسابداری                                 |
|      |                                      |                       | ۲-علوم اجتماعی – خدمات اجتماعی             |
|      |                                      |                       | ۳-فقه و حقوق اسلامی                        |
|      |                                      | کارشناسی ناپیوسته     | ۱-تربیت بدنی - مدیریت                      |
|      |                                      |                       | ۲-حسابداری                                 |
|      |                                      |                       | ۳-مدیریت بازرگانی                          |
|      |                                      |                       | ۴-آموزش زبان انگلیسی                       |
|      |                                      |                       | ۵-آموزش دینی و عربی                        |
|      |                                      | کاردانی               | ۱-حسابداری                                 |
|      |                                      |                       | ۲-مدیریت بازرگانی                          |
| ۱۰   | دپارتمان علوم پزشکی                  | کارشناسی              | ۱-پرستاری                                  |
|      |                                      |                       | ۲-مامایی                                   |

هم‌اکنون دانشجویان رشته‌های زیر در این دانشگاه پذیرفته می‌شوند:
| رشته                                 | زن | مرد | رشته                                      | زن | مرد |
| ۱- مهندسی فناوری اطلاعات IT          | •  | •   | ۱۳- کارشناسی حسابداری                     | •  | •   |
| ۲- مهندسی برق – قدرت                 | •  | •   | ۱۴- کارشناسی علوم اجتماعی (خدمات اجتماعی) | •  | •   |
| ۳- مهندسی برق – مخابرات              | •  | •   | ۱۵- کارشناسی پرستاری                      | •  | •   |
| ۴- مهندسی برق – کنترل                | •  | •   | ۱۶ - کارشناسی مامایی                      | •  |     |
| ۵- مهندسی برق – الکترونیک            | •  | •   | ۱۷- کاردانی برق – الکترونیک               | •  | •   |
| ۶- مهندسی برق –سیستم‌های دیجیتال      |    | •   | ۱۸- کاردانی برق – مخابرات                 | •  | •   |
| ۷- مهندسی تکنولوژی مکانیک نیرو گاه   |    | •   | ۱۹- کاردانی برق – قدرت                    |    | •   |
| ۸- علوم مهندسی – ریاضی مهندسی (جدید) | •  | •   | ۲۰- کاردانی عمران – کارهای عمومی ساختمان  |    | •   |
| ۹- مهندسی کشاورزی – زراعت            | •  | •   | ۲۱- کاردانی مدیریت بازرگانی               | •  | •   |
| ۱۰- کارشناسی آمار و سنجش             | •  | •   | ۲۲- کاردانی دامپزشکی                      | •  | •   |
| ۱۱- کارشناسی آمار و کاربردها         | •  | •   | ۲۳- کاردانی تربیت معلم آموزش زبان انگلیسی | •  | •   |
| ۱۲- کارشناسی فقه و حقوق اسلامی       | •  | •   |                                           |    |     |